# Infinity Blade (computerspelserie)
Infinity Blade  is een computerspelserie van actierollenspellen, ontwikkeld door Chair Entertainment en uitgegeven door Epic Games.

## Beschrijving
Het eerste spel in de serie kwam uit op 9 december 2010 voor Apples mobiele besturingssysteem iOS. Het spel werd gepubliceerd in de App Store en was het eerste iOS-spel dat draaide met de Unreal Engine.
In de spellen draait het om een naamloos personage die het in een serie gevechten opneemt op weg naar het kasteel van de onsterfelijke God King. Door het vegen op het aanraakscherm kan de speler aanvallen en ontwijken.
Infinity Blade werd ontwikkeld door een team van twaalf personen, die in twee maanden een demoversie wisten te creëren, en in vijf maanden het spel compleet maakten. Het spel was bedoeld ter demonstratie van de Unreal Engine voor iOS en was na lancering het meest winstgevende spel in de App Store.
Een tweede spel verscheen op 1 december 2011 en heeft verbeterde graphics en een nieuwe verhaal. Infinity Blade III verscheen op 18 september 2013 en kreeg twee nieuwe hoofdpersonages. De spellen zijn positief onthaald in recensies. Men prees met name de graphics, stemacteurs en gevechten.
Alle drie de spellen werden op 10 december 2018 uit de App Store verwijderd vanwege problemen met het updaten naar nieuwe hardware.

## Spellen in de reeks
- Infinity Blade (2010)
- Infinity Blade II (2011)
- Infinity Blade III (2013)